# InterContinental San Francisco

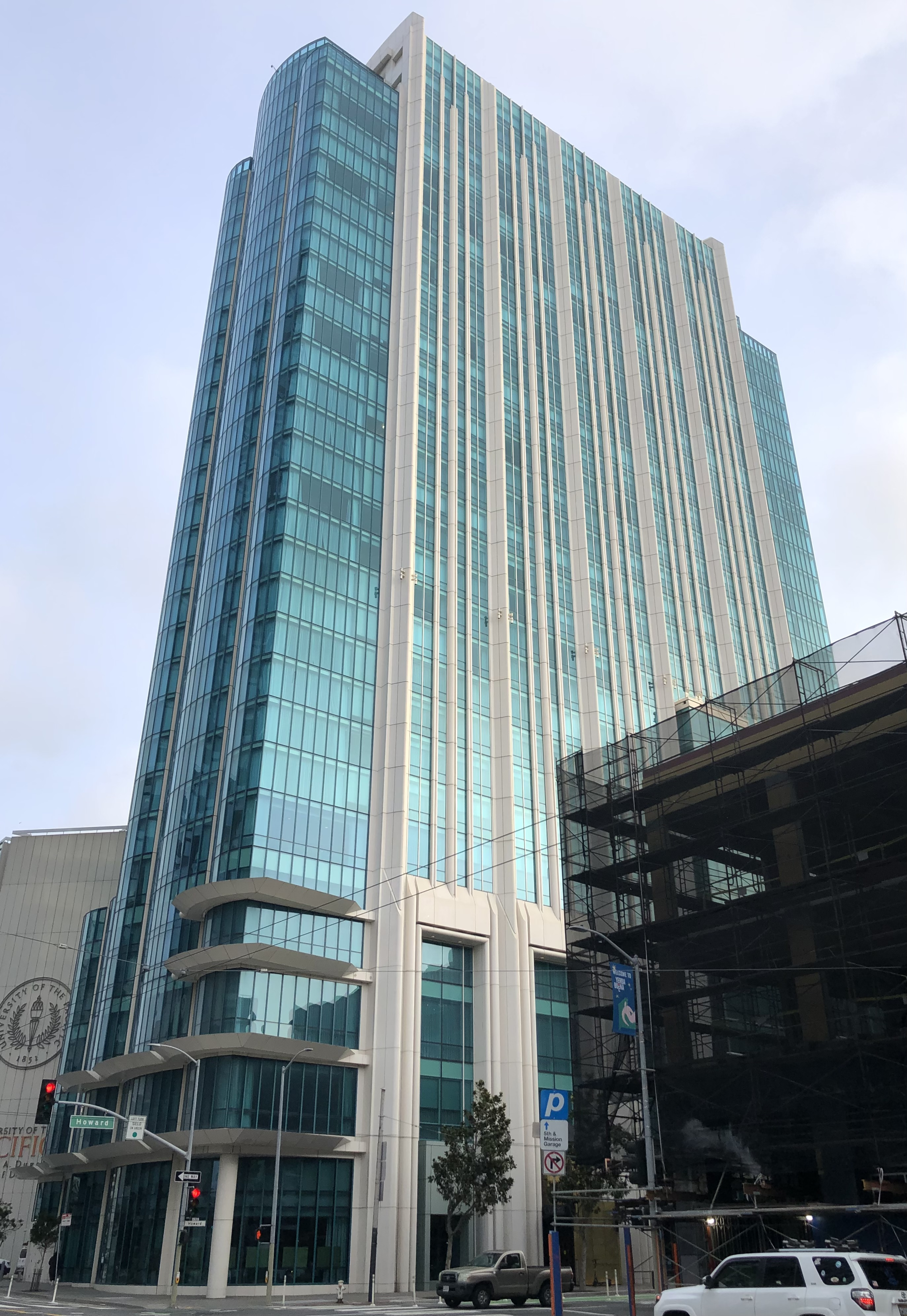
Hotel InterContinental in San Francisco, 2023

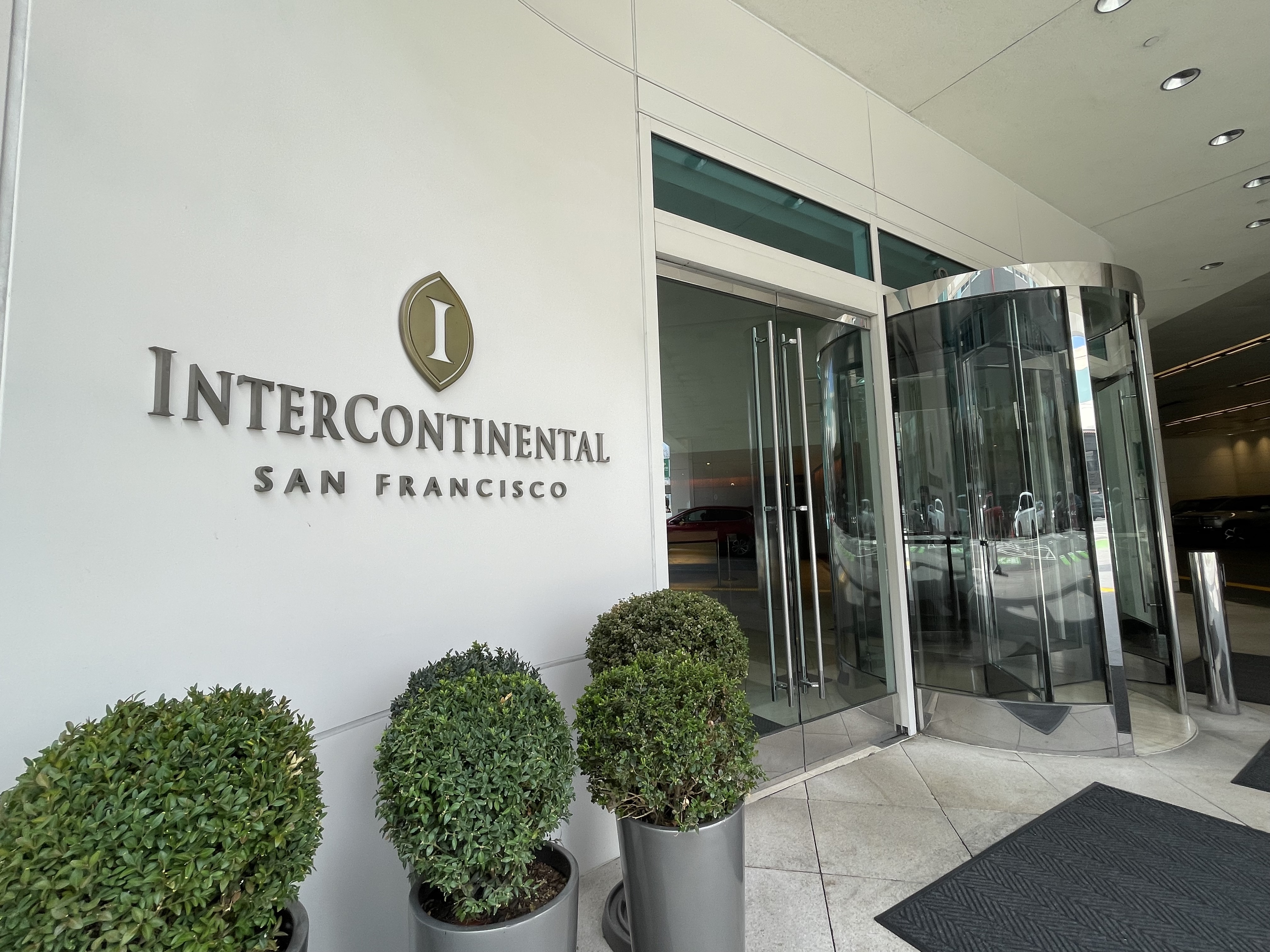
Eingangsbereich, 2023

Das InterContinental San Francisco ist ein Hotel in San Francisco, Kalifornien.

## Lage
Das Hochhaus befindet sich an der Adresse 888 Howard Street im Stadtteil South of Market in San Francisco. Es befindet sich in einer Ecklage zwischen der südöstlich verlaufenden Howard Street und der südwestlich verlaufenden 5th Street. Etwas weiter nordwestlich befindet sich das Moscone Center.

## Ausstattung
Das InterContinental verfügt auf 32 Etagen über 556 Hotelzimmer und 23 Tagungsräume mit einer Kapazität von 14 bis zu 1000 Personen im Grand Ballroom. Im Hotel befinden sich ein Restaurant und eine Bar. Zum Hotel gehört außerdem auch ein Hallenbad, ein Spa-Bereich mit zehn Behandlungsräumen und ein rund um die Uhr zugängliches Fitnesszentrum.

## Architektur und Geschichte
Bereits ab 1995 bestanden Planungen zum Bau des Hotels. Der erste Spatenstich erfolgte jedoch erst im November 2005, die Baukosten beliefen sich auf 200 Millionen US-Dollar. Die Eröffnung fand am 28. Februar 2008 statt.
Das Gebäude erreicht eine Höhe von 104 Metern. Als Architekten waren Hornberger + Worstell und Patri Merker Architects tätig. Die Innenausstattung wurde vom Brayton+Hughes Design Studio entworfen.